# Metocarbamol
O metocarbamol, vendido sob a marca Robaxin, entre outras, é um medicamento usado para tratar dores musculoesqueléticas de curto prazo. Pode ser usado para repouso, fisioterapia e com analgésicos. É menos indicado para dor lombar. Tem uso limitado para artrite reumatoide e paralisia cerebral. Geralmente começa a fazer efeito em meia hora. É administrado por via oral ou injeção intravenosa.
Efeitos colaterais comuns incluem dores de cabeça, sonolência, tontura. Efeitos colaterais graves podem incluir anafilaxia, problemas hepáticos, confusão e convulsões. O uso não é recomendado durante a gravidez e amamentação. O uso por idosos é considerado de alto risco. O metocarbamol é um relaxante muscular de ação central. Não está claro como funciona, mas não parece afetar os músculos diretamente.
O metocarbamol foi aprovado para uso médico nos Estados Unidos em 1957. Está disponível como medicamento genérico. É considerado relativamente barato desde 2016. Em 2017, foi o 178º medicamento mais prescrito nos Estados Unidos, com mais de três milhões de prescrições médicas.